# Маскарад (фильм, 1971)
«Маскарад» (словен. Maškarada) — кинофильм производства Югославии.

## Сюжет
Дина, жена крупного чиновника Гантара, не может справиться со своей страстью к студенту Луке, который даёт частные уроки её сыну. На торжестве в честь дня рождения мальчика Гантар добивается от жены признания в связи с молодым репетитором, а потом в порыве мести собирается подвергнуть её изнасилованию. Лука пытается воспрепятствовать этому. Вместе с тем сына пытается соблазнить молодой симпатичный человек. А всюду в доме царит буйство плоти, групповые оргии, нудистские танцы.

## Критика
Манерная, претенциозная и вместе с тем невыносимо клишированная, китчевая по выразительным средствам «аморальная история», повествующая о разложении одной высокопоставленной семьи, попала под пресс цензуры даже в свободомыслящей Югославии рубежа 1960—1970-х годов (полная версия вышла только через десять лет). Фильм был показан на фестивале «Лики любви» в Москве. По мнению Дмитрия Волчека, фильм особенно интересен тем, что «без всяких околичностей выводит на экран квир-персонажей».

## В ролях
- Вида Ерман - Дина
- Игор Гало - Лука
- Миха Балох - Гантар
- Бланка Енко - Петра
- Боян Сетина - Андре